# Jamesonia paucifolia
Jamesonia paucifolia är en kantbräkenväxtart som först beskrevs av Albert Charles Smith, och fick sitt nu gällande namn av Maarten J.M. Christenhusz. Jamesonia paucifolia ingår i släktet Jamesonia och familjen Pteridaceae. Inga underarter finns listade.